# Orelsan

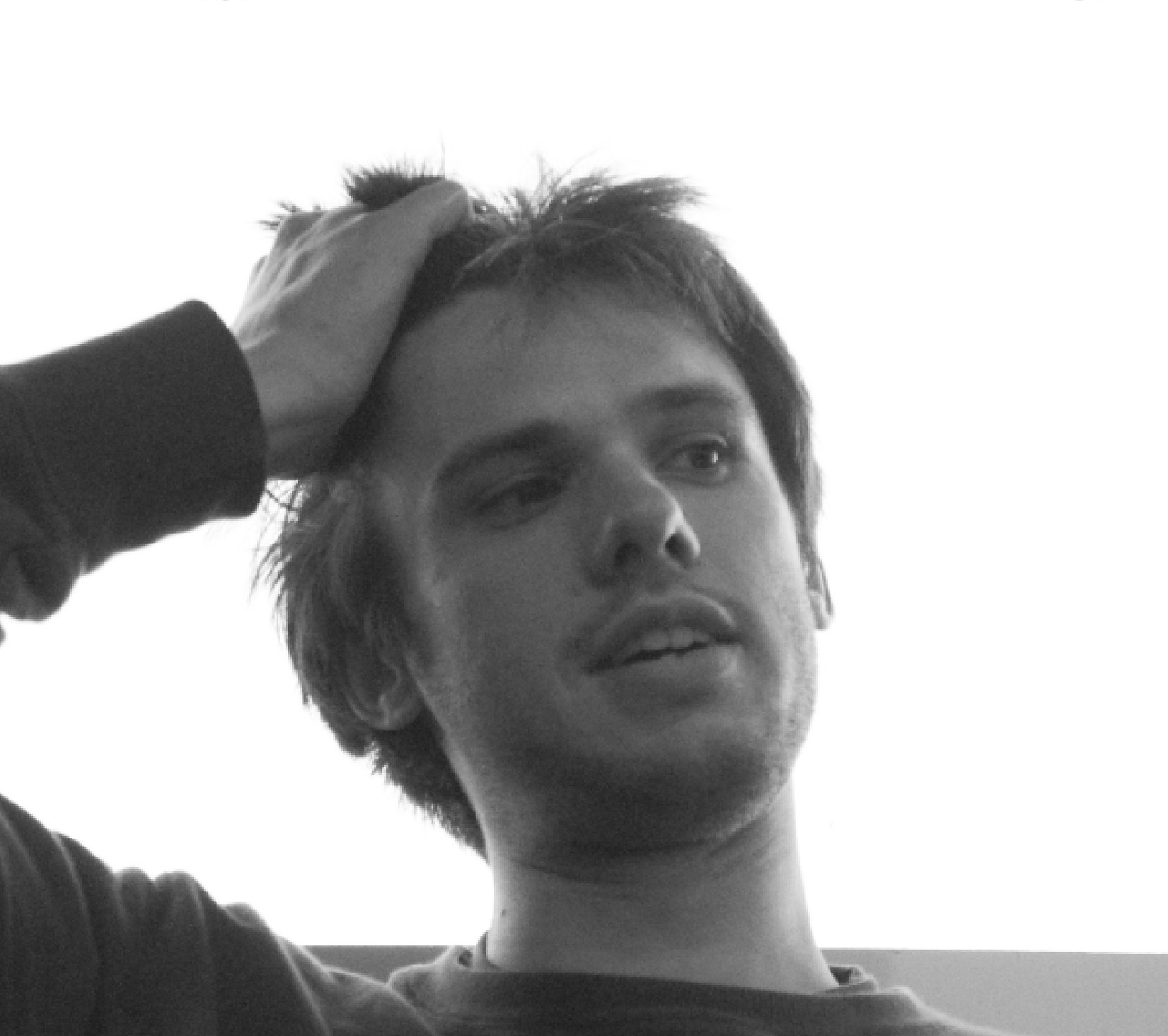

Orelsan (zapis stylizowany: OrelSan), właśc. Aurélien Cotentin (ur. 1 sierpnia 1982 w Alençon) – francuski muzyk hip-hopowy i raper. Karierę muzyczną rozpoczął w 2006 roku.

## Dyskografia

### Albumy studyjne
| Rok                            | Dane dot. albumu | Najwyższe pozycje na listach | Najwyższe pozycje na listach | Najwyższe pozycje na listach |
| Rok                            | Dane dot. albumu | FRA                          | BEL (Wa)                     | SWI                          |
| ------------------------------ | --- | ---------------------------- | ---------------------------- | ---------------------------- |
| 2009                           | Perdu d'avance - Wydany: 16 lutego 2009 - Wytwórnia: 3ème bureau, Wagram Music, 7th Magnitude - Format: CD, digital download                              | 20                           | 64                           | –                            |
| 2011                           | Le chant des sirènes - Wydany: 26 września 2011 - Wytwórnia: 3ème bureau, 7th Magnitude - Format: CD, digital download                                    | 3                            | 10                           | 32                           |
| 2013                           | Casseurs Flowters - Wydany: 18 listopada 2013 - Wytwórnia: 7th Magnitude - Format: CD, digital download - We współpracy z: Gringe, jako Casseurs Flowters | 8                            | 29                           | 40                           |
| 2017                           | La fête est finie - Wydany: 20 października 2017 - Wytwórnia: 7th Magnitude, 3ème Bureau, Wagram Music - Format: CD, digital download                     | 1                            | 1                            | 2                            |
| „–” pozycja nie była notowana. | |                              |                              |                              |

### Single
| Rok                            | Tytuł                      | Najwyższe pozycje na listach | Najwyższe pozycje na listach | Certyfikat           | Album             |
| Rok                            | Tytuł                      | FRA                          | BEL (Wa)                     | Certyfikat           | Album             |
| ------------------------------ | -------------------------- | ---------------------------- | ---------------------------- | -------------------- | ----------------- |
| 2008                           | „Changement”               | –                            | –                            |                      | Perdu d'avance    |
| 2010                           | „Je rêve en enfer”         | –                            | –                            | –                    |                   |
| 2011                           | „RaelSan”                  | 77                           | –                            | Le chant des sirènes |                   |
| 2011                           | „Double vie”               | –                            | –                            | Le chant des sirènes |                   |
| 2011                           | „Plus rien ne m'étonne”    | 46                           | –                            | Le chant des sirènes |                   |
| 2011                           | „Suicide social”           | 53                           | –                            | Le chant des sirènes |                   |
| 2011                           | „La terre est ronde”       | 9                            | 15                           | Le chant des sirènes |                   |
| 2017                           | „Basique”                  | 9                            | 10                           | - FRA: diament       | La fête est finie |
| 2017                           | „Tout va bien”             | 20                           | 24                           | - FRA: platyna       | La fête est finie |
| 2018                           | „La pluie” (feat. Stromae) | 10                           | 2                            | - FRA: diament       | La fête est finie |
| „–” pozycja nie była notowana. |                            |                              |                              |                      |                   |